# 摩洛哥華人
摩洛哥華人，是摩洛哥社會一個小社團，人數3000人，多從事零售和批發業。
中國商人多聚集在卡薩布蘭卡最大的商業區之一Derb奧馬爾，唐人街已經出現。在這個區商家經營小型零售店鋪，美國外交官訪問了該地區的後報告中指出中國在摩洛哥的經濟活動，華商的進口活動使摩洛哥很多低收入者得以購買從前高不可攀的商品。
1. ↑  . AFP. September 24, 2004  [2017-12-09]. （原始内容存档于2017-09-16）.